# Enicospilus undulatus
Enicospilus undulatus är en stekelart som först beskrevs av Johann Ludwig Christian Gravenhorst 1829.  Enicospilus undulatus ingår i släktet Enicospilus och familjen brokparasitsteklar. Arten är reproducerande i Sverige. Inga underarter finns listade i Catalogue of Life.